# Elecciones provinciales de Mendoza de 1935
Las elecciones generales de la provincia de Mendoza de 1935 tuvieron lugar el domingo 6 de enero del mencionado año con el objetivo de renovar los cargos de Gobernador y Vicegobernador, así como 12 de los 36 escaños de la Cámara de Diputados provinciales por la segunda sección electoral. No se renovaron senadurías provinciales. Fueron las sextas elecciones provinciales mendocinas desde la instauración del sufragio secreto en la Argentina, y las segundas desde el establecimiento del régimen conservador de la Década Infame, que se perpetuaba en el poder por medio del fraude electoral. La Unión Cívica Radical (UCR), principal partido de la oposición, se abstenía en la mayoría de los comicios fraudulentos, pero en Mendoza, un amplio sector del radicalismo, denominado lencinismo, concurrió a las elecciones a partir de 1933.
En medio del arresto de líderes opositores el día antes de las elecciones, así como de varias denuncias de secuestro de libretas cívicas, voto cantado y relleno de urnas, Guillermo G. Cano, candidato del oficialista Partido Demócrata de Mendoza (PD), se impuso con comodidad con el 51,54% de los votos, seguido por Domingo Lucas Bombal, de la Unión Cívica Radical Lencinista (UCR-L) con 26,47% y José Hipólito Lencinas, líder del "lencinismo disidente" o Unión Cívica Radical Federalista (UCR-F), con el 13,81%. En último lugar se ubicó Benito Marianetti, del Partido Socialista (PS) con el 8,18%. El PDN obtuvo 7 de las 12 bancas en disputa en la Cámara de Diputados, seguido por las dos facciones lencinistas con 2 cada uno, y la banca restante correspondió al socialismo. La participación fue del 77.50% del electorado registrado. Cano asumió su cargo el 18 de febrero de 1935, al mismo tiempo que los legisladores electos.